# Jerry Gaskill
Jerry Wayne Gaskill (27 de diciembre de 1957) es un baterista estadounidense, actual miembro de la agrupación de metal progresivo King's X. Conoció al bajista Doug Pinnick en la secundaria. Ambos fueron invitados a ser parte de la banda del guitarrista cristiano Phil Keaggy, con el que salieron en una gira estadounidense durante un año aproximadamente. En uno de los conciertos en la ciudad de Springfield, conoció al guitarrista Ty Tabor, y allí nació lo que meses más tarde se convertiría en la banda King's X.

## Proyectos
Además de King's X, Gaskill ha participado en las producciones discográficas Let It Go de Galactic Cowboys, Redline del guitarrista de blues Jay Hooks, Safety de Ty Tabor y Poundhound de Doug Pinnick.
También ha lanzado dos álbumes como solista: Come Somewhere de 2004 y Love and Scars de 2015.

## Discografía
- Come Somewhere 2004
- Love and Scars 2015